# Зірка (Зона сутінків)
Зірка (англ. The Star) — третій сегмент 13-го епізоду 1-го сезону телевізійного серіалу «Зона сутінків».

## Сюжет
Дія відбувається в астрономічній обсерваторії, розташованій на космічному літальному кораблі «Магелан». Двоє вчених-астрономів з діаметрально протилежними поглядами на науку, пастор Метью Костіган та доктор Чендлер, сперечаються стосовно факторів виникнення Всесвіту, переглядаючи космічні фотознімки. Вчений Костіган, який до того ж є священиком, відстоює теологічну концепцію створення Всесвіту, в той час як доктор Чендлер, відкидаючи міркування Костігана, спирається на суто наукові факти. Раптом радари обсерваторії виявляють у космосі нову планету з розташованим на ній маяком, який посилає сигнали невідомою мовою. Здійснивши висадку на цій планеті з метою її детального дослідження, астрономи знаходять сліди перебування людей у вигляді чудернацьких картин. Також вчені з'ясовують, що виявлена ними планета виникла у 3120 році до н. е., крім цього вона знаходиться на дуже великій відстані — 3120 світових років від Землі, внаслідок чого планета не постраждала від «великого вибуху», в результаті якого, згідно з однією з концепцій, виник Всесвіт. Розшифрувавши сигнали, які надійшли від маяка, вчені також з'ясовують, що цивілізація, яка проживала на цій планеті, загинула тисячу років тому. В ході чергової бесіди доктор Чендлер передає пастору Костігану ще один доказ існування цивілізації на нещодавно відкритій ними планеті — вірш, написаний на папері; проаналізувавши його зміст, вчені роблять висновок, що представники цієї цивілізації знали про свою загибель та прийняли її. Наприкінці епізоду вчені Костіган та Чендлер приходять до висновку, що, можливо, коли-небудь і земну цивілізацію чекатиме доля нещодавно відкритої ними, і їхні нащадки передадуть світло іншому світові.

## Заключна оповідь
Дослідницький корабель «Магелан» ніс із собою спадок цивілізації, яка загинула давно, спадок, який будуть дбайливо зберігати та в свій час на порозі власної загибелі передадуть іншому, ще не народженому світові.

## Ролі виконують
- Фріц Вейвер — пастор Метью Костіган
- Дональд Моффет — доктор Чендлер
- Елізабет Гадл — капітан Дюран

## Цікаві факти
- Тривалість епізоду становить дванадцять хвилин.
- Епізод не має оповіді на початку.
- Актор Фріц Вейвер, що зіграв в епізоді роль вченого-священика Костігана, знявся перед цим у двох епізодах оригінальної «Зони сутінків» — «Третій від Сонця» (англ. Third from the Sun) та «Чоловік, який застарів» (англ. The Obsolete Man), в останньому епізоді герой Вейвера стоїть на позиціях атеїзму.

## Реліз
Прем'єрний показ епізоду відбувся у Великій Британії 20 грудня 1985.